# Myckelmyrberget
Myckelmyrberget är Medelpads högsta berg. Berget mäter 577,7 meter över havet och ligger cirka 20 kilometer väster om tätorten Alby i Ånge kommun.
Från bergets topp kan man, vid bra väder, se Medelpads största sjö Holmsjön, samt sjön Havern där Haverö kyrka ligger på en halvö. På bergets topp fanns tidigare ett brandbevakningstorn som förbättrade utsikten.